# The Creek Drank the Cradle
The Creek Drank the Cradle es el primer álbum completo de Iron and Wine. Este fue realizado el 24 de septiembre de 2002. 

## Lista de canciones incluidas en el álbum
"Lion's Mane" – 2:49
"Bird Stealing Bread" – 4:21
"Faded from the Winter" – 3:17
"Promising Light" – 2:49
"The Rooster Moans" – 3:24
"Upward over the Mountain" – 5:56
"Southern Anthem" – 3:54
"An Angry Blade" – 3:48
"Weary Memory" – 4:01
"Promise What You Will" – 2:24
"Muddy Hymnal" – 2:43
"Belated Promise Ring" - 3:46 

## The Creek Drank the Cradle
Realizado:	24 de septiembre de 2002
Género:        Folk rock
Duración:	39:26
Producido por:	Iron & Wine